# 指名手配
指名手配（しめいてはい）とは、警察が逮捕状の出ている被疑者を逮捕するための手段。
派出所などの掲示板などに氏名や似顔絵などの情報が掲載された重要指名手配被疑者ポスターなどが貼り出される。

## 日本
日本では犯罪捜査規範（昭和32年国家公安委員会規則第2号）及び犯罪捜査共助規則（昭和32年国家公安委員会規則第3号）に基づき、各都道府県警察の指名手配業務取扱要領で定められており、具体的には指名手配は逮捕状が発せられている被疑者の逮捕を依頼するとともに、逮捕後にはその身柄を要求する手配をいう。指名手配のうち身柄の護送を求める場合を第一種手配、身柄の引き取り行う場合を第二種手配として分けることもある。
なお、被疑者の身柄の引き渡しを求めず、被疑者を発見した警察署等に事件処理を委ねる手配を指名通報という。
都道府県警察が捜査中の事件のうち、警察庁が特に指定するもの（警察庁特別手配被疑者に係る事件その他指名手配がなされている被疑者など）に関して有力な情報提供を行った者に対して捜査特別報奨金を支払う制度がある。

## 欧州
欧州刑事警察機構（ユーロポール、Europol）には最重要指名手配の制度があり、2016年1月にはユーロポールのウェブサイトで最重要指名手配リストの掲載が開始された。
シェンゲン協定加盟国を中心に指名手配人や盗難品などの情報を蓄積した、法執行機関のデータベースであるSIS（Shengen Information System：シェンゲン情報システム）が運用されている。

## 米国

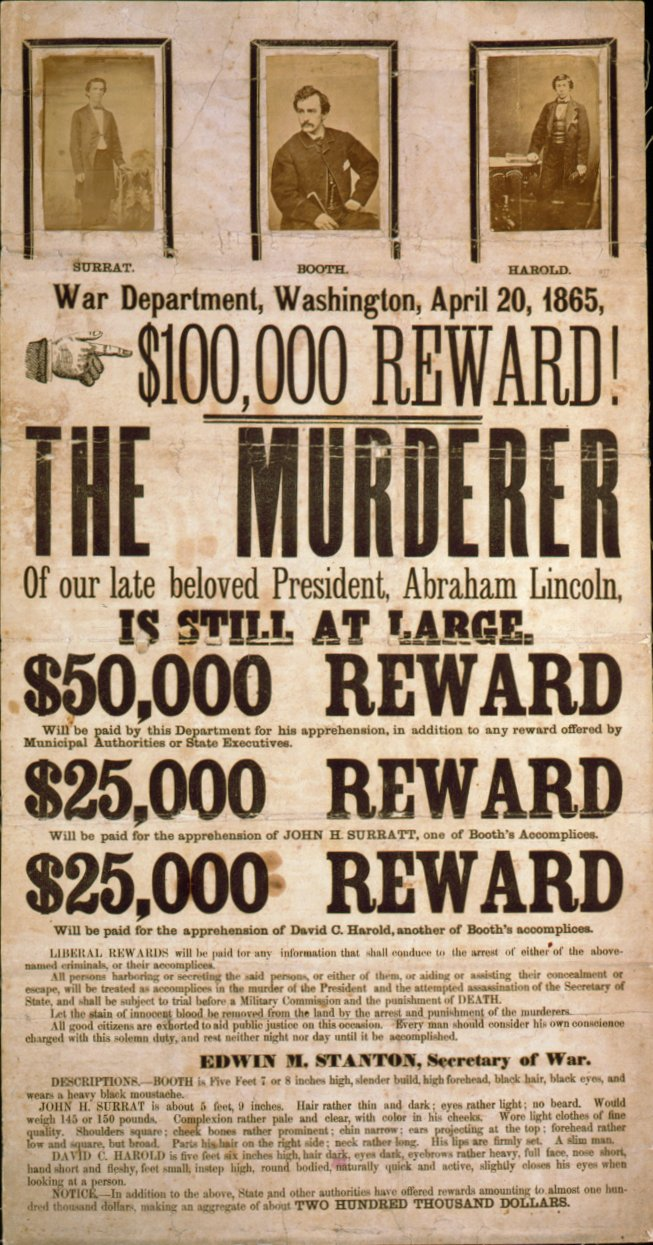
アメリカの指名手配書ポスター

アメリカ連邦捜査局(FBI)は、世界中のネットユーザーからの情報提供を得るため2002年からオンラインでの指名手配を開始した。このオンラインでの指名手配はウェブポータル大手のテラ・ライコス社の協力を得て逃亡中の被疑者の情報を提供するものである。テラ・ライコス社は『ライコス・ネットワーク』(英語)や『テラ・コム』(スペイン語)のスペースを無償提供しここに手配書などが掲載される。なお、FBIはここで得られた逮捕につながる情報に対して懸賞金100万ドルを用意している。

## 指名手配犯の例

FBI10大最重要指名手配に掲載されていたウサーマ・ビン・ラーディン